# Turznica (województwo zachodniopomorskie)
Turznica (do 1945 niem. Arneburg) – osada leśna w Polsce położona w województwie zachodniopomorskim, w powiecie polickim, w gminie Police. Miejscowość usytuowana jest na Równinie Polickiej wśród lasów Puszczy Wkrzańskiej, przy drodze łączącej Jasienicę z Nową Jasienicą.

## Historia
W 1917 r. została zbudowana tu przez ówczesne władze leśne leśniczówka. Osadę do 1939 roku zamieszkiwało 8 osób.
W czasie II wojny światowej osada niezniszczona, 27 kwietnia 1945 r. do wsi wkroczyły wojska radzieckie (2 Front Białoruski – 2 Armia Uderzeniowa), a administracja polska przejęła ją we wrześniu 1946 r. po likwidacji tzw. Enklawy Polickiej. Po wojnie do 1955 r. osada niezamieszkana, później ponownie stała się leśniczówką Nadleśnictwa Trzebież.
W latach 1989 – 1998 miejscowość należała do województwa szczecińskiego.